# Ramón Bóveda
Ramón César Bóveda (* 18. März 1949 in Pirané) ist ein ehemaliger argentinischer Fußballspieler. Auf Vereinsebene vor allem für Rosario Central und Atlético Nacional aktiv, war er auch mehrfacher Nationalspieler.

## Karriere

### Vereinskarriere
Ramón Bóveda begann mit dem Fußballspielen beim Verein Rosario Central. Ab 1968 spielte er dabei in der ersten Mannschaft des Klubs und gehörte dieser in der Folge bis 1975 an. Rosario Central gehörte damals zu den aufstrebenden Mannschaften der argentinischen Primera División, man etablierte sich in dieser Zeit in der Spitzengruppe der Liga. In der Saison 1971 gelang Rosario Central dann erstmals ein richtig großer Erfolg. Unter Trainer Ángel Labruna und mit Spielern wie Aldo Poy, Daniel Killer oder Jorge Carrascosa entschied man das Finale um das Torneo Nacional mit 2:1 gegen CA San Lorenzo de Almagro für sich und holte zum ersten Mal überhaupt in der Vereinsgeschichte den argentinischen Meistertitel. Zwei Jahre später konnte man diesen Erfolg wiederholen. Erneut gestaltete Rosario Central das Torneo Nacional erfolgreich, nachdem in der Finalrunde der erste Platz mit zwei Punkten Vorsprung auf River Plate belegt wurde. Ramón Bóveda gehörte bei beiden Meisterschaften zum Aufgebot von Rosario Central.
1975 spielte Ramón Bóveda nach acht Jahren seine vorerst letzte Saison im Trikot von Rosario Central. Die beiden darauffolgenden Jahre verbrachte er in Kolumbien bei Atlético Nacional, wo er 1976 unter dem argentinischen Trainer Osvaldo Zubeldía die kolumbianische Fußballmeisterschaft holte. Dies wurde erreicht durch einen ersten Platz in der Tabelle, sechs Punkte vor Atlético Junior. Zur Saison 1978 kehrte Ramón Bóveda in seine argentinische Heimat zu Rosario Central zurück, wo er in einer zweiten Schaffensperiode die Spielzeiten 1978 und 1979 verbrachte, der Gewinn der Meisterschaft gelang hier allerdings nicht noch einmal.
Von 1980 bis 1981 war der Mittelfeldspieler danach für CA Platense aktiv, danach ein Jahr bei CA Sarmiento. Seine Karriere ausklingen ließ Ramón Bóveda im Jahr 1983 bei Unión San Vicente. Dort beendete er 34-jährig seine fußballerische Laufbahn.

### Nationalmannschaft
Zwischen 1972 und 1975 machte Ramón Bóveda acht Länderspiele für die argentinische Fußballnationalmannschaft. Dabei gelang ihm ein Tor. Mit dem Nationalteam spielte Bóveda die Copa América 1975, die für die argentinische Auswahl allerdings bereits nach der Vorrunde als Gruppenzweiter hinter Brasilien endete. Danach bestritt Bóveda kein weiteres Länderspiel mehr.

## Erfolge
- Argentinische Meisterschaft: 2×

Nacional 1971 und Nacional 1973 mit Rosario Central
- Kolumbianische Meisterschaft: 1×

1976 mit Atlético Nacional